# Bidoupia
Bidoupia – rodzaj roślin z rodziny storczykowatych (Orchidaceae). Obejmuje dwa endemiczne gatunki występujące w Azji Południowo-Wschodniej w Wietnamie.

## Systematyka
Rodzaj sklasyfikowany do podplemienia Goodyerinae w plemieniu Cranichideae, podrodzina storczykowe (Orchidoideae), rodzina storczykowate (Orchidaceae), rząd szparagowce (Asparagales) w obrębie roślin jednoliściennych.
Wykaz gatunków
- Bidoupia khangii Aver.
- Bidoupia phongii Aver., Ormerod & Duy